# Полистирол
Полистиро́л — продукт полимеризации стирола (винилбензола), термопластичный полимер линейной структуры.

## Свойства
Степень полимеризации промышленно выпускаемых полистиролов n = 600—2500, коэффициент полидисперсности {\displaystyle M_{w}/M_{n}=2-4} ({\displaystyle M_{w}} — среднемассовая, {\displaystyle M_{n}} — среднечисловая молекулярные массы). В зависимости от метода синтеза и степени полимеризации индекс текучести составляет 1,4—30 граммов за 10 минут, температура размягчения (по Вика, 200 МПа) 97 °C для аморфного и 114 °C для частично кристаллизованного полистирола.
Фенильные группы препятствуют упорядоченному расположению макромолекул и формированию кристаллических образований.
Полистирол — жёсткий хрупкий аморфный полимер с высокой степенью оптического светопропускания, невысокой механической прочностью. Полистирол имеет низкую плотность (1060 кг/м³), усадка при литьевой переработке 0,4—0,8 %. Полистирол обладает отличными диэлектрическими свойствами и неплохой морозостойкостью (до −40 °C). Имеет невысокую химическую стойкость (кроме разбавленных кислот, спиртов и щелочей).
Растворяется в сероуглероде, пиридине, ацетоне, толуоле, дихлорметане, дихлорэтане, хлороформе, четырёххлористом углероде, сложных эфирах, медленнее — в бензине. Нерастворим в воде. Термопластичный материал. Полистирол легко формуется и окрашивается. Хорошо обрабатывается механическими способами. Хорошо склеивается. Обладает низким влагопоглощением и высокой влагостойкостью.
При сильном (выше 300 °C) нагревании полистирол разлагается с выделением паров мономера (стирола) и других продуктов распада полимерных цепей. На воздухе горит жёлтым коптящим пламенем.

## Получение
Промышленное производство полистирола основано на радикальной полимеризации стирола. Различают 3 основных способа его получения:

### Эмульсионный (ПСЭ)
Устаревший метод получения, не получивший широкого применения в производстве.
Эмульсионный полистирол получают в результате реакции полимеризации стирола в водном растворе щелочных веществ при температуре 85—95 °C. Для этого метода требуются стирол, вода, эмульгатор и инициатор полимеризации. Стирол предварительно очищают от ингибиторов: требутил-пирокатехина или гидрохинона. В качестве инициаторов реакции применяют водорастворимые соединения, двуокись водорода или персульфат калия. В качестве эмульгаторов применяют соли жирных кислот, щелочи (мыло), соли сульфокислот. Реактор наполняют водным раствором касторового масла и, тщательно перемешивая, вводят стирол и инициаторы полимеризации, после чего полученная смесь нагревается до 85—95 °C. Мономер, растворённый в мицеллах мыла, начинает полимеризоваться, поступая из капель эмульсии. В результате чего образуются полимер-мономерные частицы. На стадии 20 % полимеризации мицеллярное мыло расходуется на образование адсорбированных слоёв и процесс далее протекает внутри частиц полимера.
Процесс заканчивается, когда содержание свободного стирола станет менее 0,5 %. Далее эмульсия транспортируется из реактора на стадию осаждения с целью дальнейшего снижения остаточного мономера, для этого эмульсию коагулируют раствором поваренной соли и сушат, получая порошкообразную массу с размерами частиц до 0,1 мм.
Остатки щелочных веществ влияют на качество полученного материала, поскольку полностью устранить посторонние примеси невозможно, а их наличие придаёт полимеру желтоватый оттенок. Этим методом можно получать полистирол с наибольшей молекулярной массой. Полистирол, получаемый по данному методу, имеет аббревиатуру ПСЭ, которая встречается в технической документации и старых учебниках по полимерным материалам.

### Суспензионный (ПСС)
Суспензионный метод полимеризации производится по периодической схеме в реакторах с мешалкой и теплоотводящей рубашкой.
Стирол подготавливают, суспендируя его в химически чистой воде посредством применения стабилизаторов эмульсии (поливинилового спирта, полиметакрилата натрия, гидроксида магния) и инициаторов полимеризации. Процесс полимеризации производится при постепенном повышении температуры (до 130 °C) под давлением. Результатом является получение суспензии, из которой полистирол выделяют путём центрифугирования, затем его промывают и сушат. Данный метод получения полистирола также является устаревшим и наиболее пригоден для получения и сополимеров стирола. Данный метод в основном применяется в производстве пенополистирола.

### Блочный или получаемый в массе (ПСМ)
Различают две схемы производства полистирола общего назначения: полной и неполной конверсии. Термическая полимеризация в массе по непрерывной схеме представляет собой систему последовательно соединённых 2—3 колонных аппарата-реактора с мешалками. Полимеризацию проводят постадийно в среде бензола — сначала при температуре 80—100 °C, а затем стадией 100—220 °C. Реакция прекращается при степени превращения стирола в полистирол до 80—90 % массы (при методе неполной конверсии степень полимеризации доводят до 50—60 %). Непрореагировавший стирол-мономер удаляют из расплава полистирола вакуумированием, понижая содержание остаточного стирола в полистироле до 0,01—0,05 %, непрореагировавший мономер возвращается на полимеризацию. Полистирол, полученный блочным методом, отличается высокой чистотой и стабильностью параметров. Данная технология наиболее эффективна и практически не имеет отходов.

## Применение

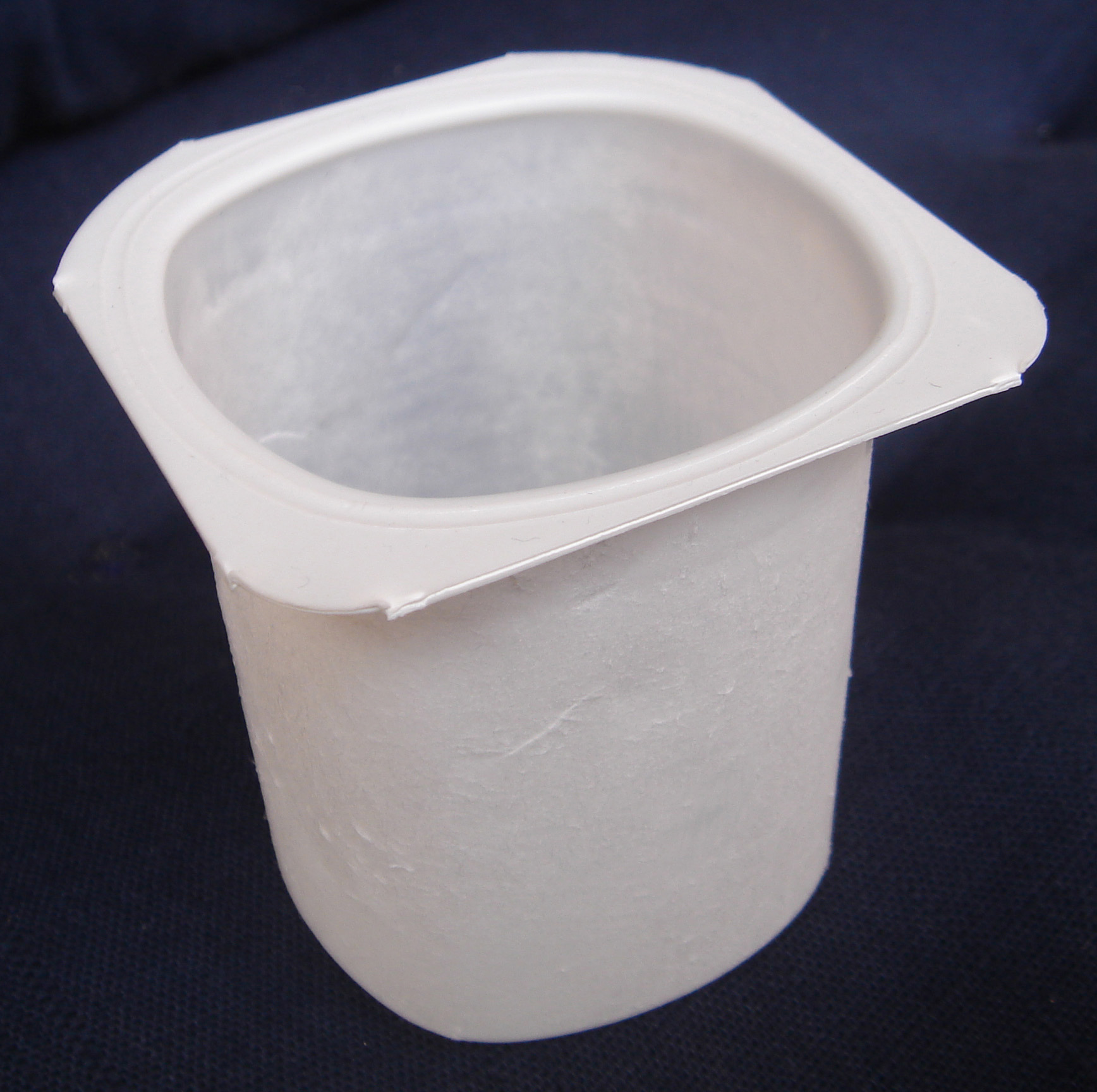
Стаканчик для йогурта из ударопрочного полистирола

Выпускается в виде прозрачных гранул цилиндрической формы, которые перерабатываются в готовые изделия литьём под давлением либо экструзией при 190—230 °C. Широкое применение полистирола (ПС) и пластиков базируется на его невысокой стоимости, простоте переработки и огромном ассортименте различных марок.
Наиболее широкое применение (более 60 % производства полистирольных пластиков) получили ударопрочные полистиролы, представляющие собой сополимеры стирола с бутадиеновым и бутадиен-стирольным каучуком. В настоящее время созданы и другие многочисленные модификации сополимеров стирола.
Из полистиролов производят широчайшую гамму изделий, которые в первую очередь применяются в бытовой сфере деятельности человека (одноразовая посуда, упаковка, детские игрушки и т. д.), а также строительной индустрии (теплоизоляционные плиты, несъемная опалубка, сэндвич панели), облицовочные и декоративные материалы (потолочный багет, потолочная плитка, полистирольные звукопоглощающие элементы, клеевые основы, полимерные концентраты), медицинское направление (части систем переливания крови, чашки Петри, вспомогательные одноразовые инструменты). Вспенивающийся полистирол после высокотемпературной обработки водой или паром может использоваться в качестве фильтрующего материала (фильтрующей насадки) в колонных фильтрах при водоподготовке и очистке сточных вод. Высокие электротехнические показатели полистирола в области сверхвысоких частот позволяют применять его в производстве: диэлектрических антенн, опор коаксиальных кабелей. Могут быть получены тонкие плёнки (до 100 мкм), а в смеси с сополимерами (стирол-бутадиен-стирол) до 20 мкм, которые также успешно применяются в упаковочной и кондитерской индустрии, а также производстве конденсаторов.
Ударопрочный полистирол и его модификации получили широкое применение в сфере бытовой техники и электроники (корпусные элементы бытовых приборов).
Предельно низкая вязкость полистирола в бензоле, позволяющая даже в предельных концентрациях получать всё ещё подвижные растворы, обусловила использование полистирола в составе одной из разновидностей напалма в качестве загустителя, зависимость «вязкость-температура» которого, в свою очередь, уменьшается с увеличением молекулярной массы полистирола.

## Утилизация
Считается, что полистирол не представляет опасности для окружающей среды.. Существуют насекомые, которые едят полистирол без вреда для здоровья. Так Веймин Ву, биолог из Стэнфордского университета, обнаружил, что большой и малый мучные хрущаки едят полистирол. Ву выяснил, что 90 % продуктов переваривания полистирола покидает организм хрущаков через сутки после его поедания. Остальной полистирол усваивается хрущаками, причем никаких признаков отравления им выявлено не было. Через двое суток после поедания пластика в организмах хрущаков остается всего 0,27 % токсина гексабромциклодекана, который добавляется в пластик для термостойкости.

### Переработка
Отходы полистирола накапливаются в виде вышедших из употребления изделий из ПС и его сополимеров, а также в виде промышленных (технологических) отходов ПС общего назначения, ударопрочного ПС (УПС) и его сополимеров. Вторичное использование полистирольных пластиков может идти по следующим путям:
- утилизация сильно загрязнённых промышленных отходов;
- утилизация технологических отходов УПС и АБС-пластика методами литья под давлением, эктрузии и прессования;
- утилизация изношенных изделий;
- утилизация отходов пенополистирола (ППС);
- утилизация смешанных отходов.

### Сжигание

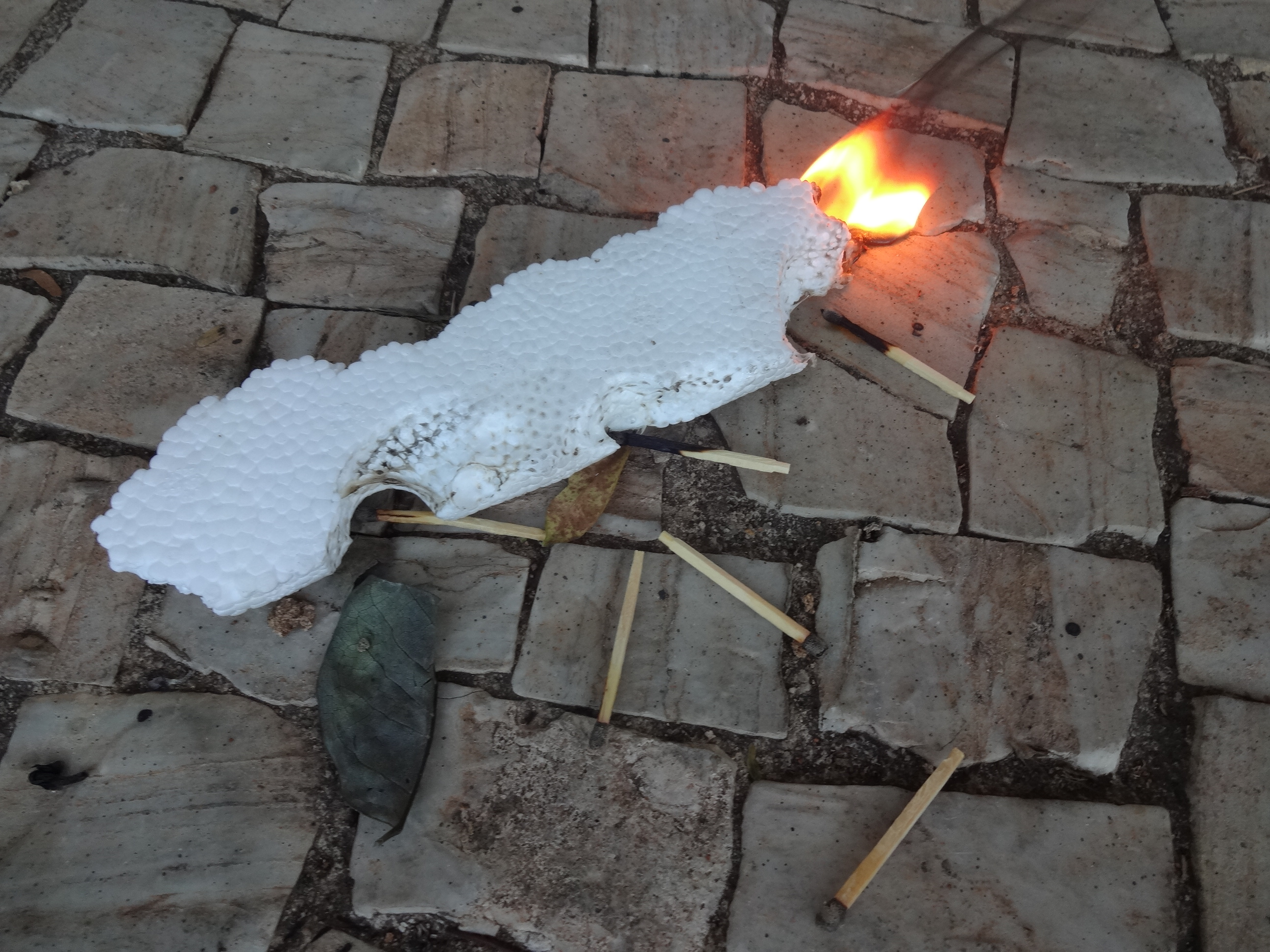
Процесс горения полистирола

При сжигании полистирола образуется диоксид углерода (CO2), монооксид углерода (CO — угарный газ), сажа, стирол. Сжигание полистирола, содержащего добавки (например, красители, компоненты, увеличивающие прочность и т. п.) может привести к выбросу в атмосферу других вредных веществ. 

### Термодеструкция
Продукты разложения полистирола, образующиеся при термодеструкции и при термоокислительной деструкции, токсичны. При переработке полистирола в результате частичной деструкции материала могут выделяться пары стирола, бензола, этилбензола, толуола, оксида углерода.

## Виды и маркировки полистирола и его сополимеров
В мире используются следующие стандартные аббревиатуры:
- PS — polystyrene, полистирол (ПС)
- GPPS — general purpose polystyrene (полистирол общего назначения, неударопрочный, блочный, иногда называемый «кристаллическим», ПСЭ, ПСС или ПСМ маркировка зависит от способа получения)
- MIPS — medium-impact polystyrene (средней ударопрочности)
- HIPS — high-impact polystyrene (ударопрочный, УПС, УПМ)
- EPS — expanded polystyrene (вспенивающийся полистирол, ПСВ)
- Аббревиатура MIPS используется сравнительно редко.

Сополимеры стирола:
- ABS — Акрилонитрил-бутадиен-стирольный сополимер (АБС-пластик, АБС-сополимер)
- ACS — Акрилонитрил-хлорэтилен-стироловый сополимер (АХС-сополимер)
- AES, A/EPDM/S — Сополимер акрилонитрила, СКЭПТ и стирола (АЭС-сополимер)
- ASA — Сополимер акрилового эфира, стирола и акрилонитрила (АСА-сополимер)
- ASR — Ударопрочный сополимер стирола (Advanced Styrene Resine))
- MABS, M-ABS — Сополимер метилметакрилата, акрилонитрила, бутадиена и стирола, прозрачный АБС
- MBS — Метилметакрилат-бутадиен-стирольный сополимер (МБС-сополимер)
- MS, SMMA — Сополимер метилметакрилата и стирола (МС)
- MSN — Сополимер метилметакрилата, стирола и акрилонитрила (МСН)
- SAM — Сополимер стирола и метилстирола (САМ)
- SAN, — AS — Сополимер стирола и акрилонитрила (САН, СН)
- SMA, S/MA — Стирол-малеиново-ангидридный сополимер

Сополимеры стирола — термопластичные эластомеры:
- ESI — Этилен-стирольный интерполимер
- SB, S/B — Стирол-бутадиеновый сополимер
- SBS, S/B/S — Стирол-бутадиен-стирольный сополимер
- SEBS, S-E/B-S — Стирол-этилен-бутилен-стирольный сополимер
- SEEPS, S-E-E/P-S — Стирол-этилен-этилен/пропилен-стирольный сополимер
- SEP — Стирол-этилен-пропиленовый сополимер
- SEPS, S-E/P-S — Стирол-этилен-пропилен-стирольный сополимер
- SIS — Стирол-изопрен-стирольный сополимер